# Øster Hjermitslev Sogn
Øster Hjermitslev Sogn er et sogn i Brønderslev Provsti (Aalborg Stift).
I 1911 blev Øster Hjermitslev Kirke opført som filialkirke, og Øster Hjermitslev blev et kirkedistrikt i Tolstrup Sogn, som hørte til Børglum Herred i Hjørring Amt. Tolstrup-Stenum sognekommune blev ved kommunalreformen i 1970 indlemmet i Brønderslev Kommune. Da kirkedistrikterne blev afskaffet 1. oktober 2010, blev Øster Hjermitslev Kirkedistrikt udskilt af Tolstrup Sogn som det selvstændige Øster Hjermitslev Sogn.
Stednavne, se Tolstrup Sogn.